# Rentierflechten
Cladina ist eine Untergattung der Flechtengattung Cladonia. Die Arten werden mit deutschem Trivialnamen als Rentierflechten bezeichnet. Ursprünglich als Gattung beschrieben, wurde die Gruppe später meist als Untergattung gefasst. Anschließend wurden sie verbreitet in die Sektion Uniciales der Gattung Cladonia mit einbezogen. Genetische Untersuchungen zeigten dann, dass die Rentierflechten keine monophyletische Gruppe sind; ihre Sektionen (oder Subsektionen) Impexae (einschließlich Tenues) und Crustaceae haben dieselbe Morphologie unabhängig voneinander (konvergent) entwickelt.
Heute werden die Rentierflechten daher als Formtaxon (oder Morphotyp) innerhalb der Gattung klassifiziert.
Ihre Zusammengehörigkeit ist für den Artenschutz bedeutsam, da sie (als Untergattung Cladina) nach Anlage 1 zur Bundesartenschutzverordnung in Deutschland besonders geschützt sind und in der Europäischen Union nach Anhang V der Fauna-Flora-Habitat-Richtlinie geschützt sind.
Der Name Rentierflechten geht darauf zurück, dass sie in Skandinavien, wo sie sehr häufig sind, eine wichtige Winternahrung für Rentiere bilden. In Notzeiten sollen sie auch von Menschen gegessen worden sein.

## Merkmale
Rentierflechten gehören zu den am Boden (einschließlich Felsen und Felsgeröll) wachsenden Strauchflechten. Von anderen Vertretern der Gattung Cladonia sind sie an folgenden Merkmalen unterscheidbar: Sie bilden reich verzweigte, meist 3 bis 8, selten bis 12 Zentimeter hohe Thalli, in der Regel blassgrünlich, olivgrau bis hellgrau gefärbt. Der eigentlich für die Familie Cladoniaceae typische, dem Substrat eng anliegende, schuppige oder kleinblättrige Primärthallus ist kurzlebig und an den entwickelten Thalli nicht mehr erkennbar. Der entwickelte, aufrecht wachsende strauchartige Thallus, Podetium genannt, ist unberindet, er weist keine der Sorale genannten Lager mit staubartigen, der vegetativen Fortpflanzung dienenden Soredien auf, es werden keine Soredien gebildet. Auch an der Basis der Podetien sind keine erkennbaren Schuppen ausgebildet. Fruchtkörper (Apothecien) werden nur selten ausgebildet, wenn, sind sie braun, nicht rot, gefärbt. Sie sitzen an den Spitzen der Äste.

## Standorte
Rentierflechten wachsen auf nährstoffarmen, in der Regel sauren (Cladonia ciliata auch auf basenreicheren) Böden. Diese können frisch bis trocken sein. Die meisten Arten bevorzugen Sand oder steinige Substrate bis hin zu Silikatfelsen und Blockhalden, sie kommen auch auf Rohhumusdecken oder torfigen Substraten vor. Sie wachsen in offenen Heiden, Tundren und Felsfluren oder im Unterwuchs lichter Eichen- oder Kiefernwälder. Anders als viele andere Cladonia-Arten fehlen sie auf Böschungen und frischen Erdanrissen. In Mitteleuropa liegt der Verbreitungsschwerpunkt in Blockhalden und Zwergstrauchheiden.

## Verbreitung
Die als Rentierflechten zusammengefassten Arten sind überwiegend holarktisch verbreitet. Einige Arten kommen fast weltweit, einschließlich der Südhalbkugel, vor. Die Gruppe kommt mit Verbreitungsschwerpunkt in der borealen Nadelwaldzone der Nordhemisphäre und ist dort sehr häufig. Mit anderen Arten kommen sie auch in den Nothofagus-Wäldern entsprechender Breiten auf der Südhalbkugel vor. In den gemäßigten Breiten ist sie selten und auf die Gebirge und inselförmige Vorkommen, oft auf armen Sandböden, beschränkt.
In Europa sind die meisten Arten der Rentierflechten weit verbreitet, aber nur in Skandinavien häufig. Sie kommen nach Süden an entsprechenden Standorten bis in die Mittelmeerregion vor.

## Phylogenie und Systematik
Rentierflechten (englisch reindeer lichens) wurden traditionell als Cladonia, subgenus Cladina (Nyl.)Leighton zusammengefasst. Der finnische Forscher Teuvo Ahti favorisierte lange Zeit aufgrund morphologischer Untersuchungen den Status einer eigenständigen Gattung Cladina, worin ihm zahlreiche Systematiker gefolgt sind; auch in Nordamerika und der Sowjetunion wurde dieser Name lange Zeit überwiegend verwendet. Engelbert Ruoss und Ahti erkannten dann aber 1989, dass keines der morphologischen, chemischen und anatomischen Merkmale, die zur Charakterisierung herangezogen worden waren, die Gruppe sicher gegen andere Artengruppen von Cladonia abgrenzt.
Die Gattung Cladina wurde von ihm gegliedert in die Sektionen Cladina, Impexae und Tenues. Bei Einbeziehung in die Gattung Cladonia muss die ehemalige Sektion Cladina nun Crustaceae genannt werden.
Genetische Untersuchungen bestätigten zunächst zwar die Monophylie von Cladina. Da die Gruppe aber in andere Artengruppen von Cladonia eingeschachtelt war, hätte die Anerkennung einer Gattung Cladina diese paraphyletisch gemacht. Die Sektionen Tenues und Cladina waren nicht monophyletisch. Neuere Untersuchungen fanden monophyletische Crustaceae (früher Cladina s. str.), unter Einschluss der früheren Tenues, und Impexae. Da beide aber keine Schwestergruppen sind, bilden die Rentierflechten nun kein abgrenzbares Taxon mehr.
Die Phylogenie der Rentierflechten beruht auf derjenigen des Pilzpartners der Symbiose, Mykobiont genannt. Viele der so definierten Flechtenarten können Symbiosen mit verschiedenen Algenpartnern (Photobionten) eingehen. Die verschiedenen Algenpartner weisen dabei jeweils untereinander ähnliche ökologische Präferenzen auf. Der Mykobiont kann daher nicht durch Austausch der Algen seine ökologische Nische verbreitern.

## In Mitteleuropa vorkommende Arten
Die Arten werden in der Artenliste des Bundesamts für Naturschutz alle pauschal „Rentierflechte“ genannt. Die hier verwendeten deutschen Namen folgen der Auflistung „Deutsche Namen der Flechten“ von Rainer Cezanne und Kollegen.
- Cladonia arbuscula (Wallr.) Flot., syn. Cladina arbuscula (Wallr.) Hale & W.L. Culb.,  Wald-Rentierflechte (oder Sparrige Rentierflechte)
- Cladonia ciliata Stirt, syn. Cladina ciliata (Stirt) Trass., Zarte Rentierflechte
- Cladonia mitis (Sandst.) Hustich (syn. Cladonia arbuscula subsp. mitis (Sandst.)Ruoss), Milde Rentierflechte
- Cladonia portentosa (Dufour) Coem., syn. Cladina portentosa (Dufour) Follmann, Ebenästige Rentierflechte
- Cladonia rangiferina (L.) Weber, syn. Cladina rangiferina (L.) Nyl., Echte Rentierflechte
- Cladonia stellaris (Opiz) Pouzar & Vězda, syn. Cladina stellaris (Opiz) Brodo, Stern-Rentierflechte
- Cladonia stygia (Fr.) Ruoss, syn. Cladina stygia (Fr.) Ahti, Moor-Rentierflechte

Cladonia rangiformis, die einer anderen Gruppe angehört, aber habituell ähnlich ist, wird Falsche Rentierflechte genannt.